# Custódio Castro
Custódio Miguel Dias de Castro (Guimarães, 24 de mayo de 1983), más conocido como Custódio, es un exfutbolista y entrenador portugués que jugaba como centrocampista. Desde la temporada 2025-26 dirige al F. C. Alverca.

## Trayectoria

### Como jugador
Desde 2001 a 2007, Custódio jugó para el Sporting Clube de Portugal, haciendo su debut en primera división el 16 de agosto de 2003 y terminando su primera temporada con 22 partidos del primer equipo. En 2006-07, el entrenador Paulo Bento lo nombró capitán del equipo, en reconocimiento a su trayectoria en las exhibiciones deportivas y coherente en las temporadas anteriores. 
Custódio regresó a Portugal en enero de 2009, y se unió al club de su infancia, el Vitória de Guimarães. El 31 de agosto de 2010, después de dos temporadas, se trasladó a Minho al club Sporting de Braga.
El 5 de febrero de 2011 anotó desde corta distancia en un 2-1 contribuyendo a la victoria de su equipo contra el CS Marítimo, ayudando a su equipo terminar cuarto en la liga. El 5 de mayo, que marcó sin duda el objetivo más importante de su carrera, un saque de esquina en un juego contra SL Benfica marcó la victoria del partido y llevó a su equipo para las semifinales de la UEFA Europa League de la segunda etapa, con el Braga de clasificación para la final de la regla del gol de visitante.
Custódio pasó la primera mitad de la temporada 2011-12 en el banquillo, por una lesión grave en la rodilla.
Recuperado de su lesión comenzó a aparecer regularmente en el once inicial, anotando contra el Marítimo (2-1 victoria visitante) y Guimarães exequipo (4-0, en casa).

### Como entrenador
En marzo de 2020 se estrenó en los banquillos al asumir el cargo de entrenador del S. C. Braga tras la marcha de Rúben Amorim al Sporting C. P. La experiencia fue breve ya que lo abandonó el 1 de julio tras haber dirigido seis partidos. Siguió entrenando en las categorías inferiores del club, durante la temporada 2021-22 al equipo sub-23 y desde la 2022-23 al filial. En este último estuvo hasta junio de 2025, momento en el que se marchó para dirigir al F. C. Alverca en su regreso a la Primeira Liga después de veintiún años de ausencia.

## Clubes

### Como jugador
| Club                 | País     | Año       |
| -------------------- | -------- | --------- |
| Sporting C. P.       | Portugal | 2001-2007 |
| F. C. Dinamo Moscú   | Rusia    | 2007-2008 |
| Vitória S. C.        | Portugal | 2009-2010 |
| S. C. Braga          | Portugal | 2010-2015 |
| Akhisar Belediyespor | Turquía  | 2015-2017 |

### Como entrenador
| Club               | País     | Año       |
| ------------------ | -------- | --------- |
| S. C. Braga        | Portugal | 2020      |
| S. C. Braga sub-23 | Portugal | 2021-2022 |
| S. C. Braga "B"    | Portugal | 2022-2025 |
| F. C. Alverca      | Portugal | 2025-     |

## Palmarés

### Títulos nacionales
| Título                      | Club           | País     | Año  |
| --------------------------- | -------------- | -------- | ---- |
| Primeira Liga               | Sporting C. P. | Portugal | 2002 |
| Copa de Portugal            | Sporting C. P. | Portugal | 2002 |
| Supercopa de Portugal       | Sporting C. P. | Portugal | 2002 |
| Copa de Portugal            | Sporting C. P. | Portugal | 2007 |
| Copa de la Liga de Portugal | S. C. Braga    | Portugal | 2013 |